# Кемпе-Гош Клавдія Іванівна
Кла́вдія Іва́нівна Ке́мпе-Гош (до шлюбу Радванська, нар. 15 вересня 1909, Броди — пом. 27 грудня 1997, Філадельфія) — українська театральна акторка, відома за виступами в Українському народному театрі ім. Івана Тобілевича, Львівському театрі ім. Лесі Українки, театрі «Заграва».

## Життєпис
Брат — Радванський Анатоль.
Була одружена з акторамм Лавра Кемпе та Іваном Гошем (з 1947). В першому шлюбі народила доньку Віру, що стала письменницею.
1933—1935 мешкала у м. Старий Самбір, де вела курси народних танців для дітей.
З 1944 — в еміграції. Спочатку виїхала до Кракова, згодом — до Австрії, у таборі для переміщених осіб у Ляндеку (земля Тироль).
З 1949 — у США.
Померла 27 грудня 1997 року. Похована у Філадельфії на цвинтарі Фокс Чейз.

## Кар'єра
На сцені почала виступати 1925 року у мандрівному Українському наддніпрянському театрі Ніни Бойко.
1925—1927 — акторка Українського придніпрянського театру Ольги Міткевич.
1927—1928 — акторка «Просвітянського театру» у Львові.
1928—1929, 1935—1938 — працює в Українському народному театрі імені Івана Тобілевича (Станіслав).
1929—1930 — в Театрі Йосипа Стадника.
Згодом працювала в мандрівних театрах П. Карабіневича, О. Залеського на Волині, Українському театрі І. Волощука (з 1931 — «Заграва»).
1938—1939 — працює в Українському народному театрі ім. І. Котляревського.
1939—1940 — у Львівському театрі ім. Лесі Українки.
1940—1944 — у Станіславівському драматичному театрі ім. І. Франка.
В австрійському таборі для переміщених осіб у містечку Ляндек (земля Тироль) працювала з Йосипом Гірняком та Олімпією Добровольською.
1946—1949 виступала із чоловіком в Українському національному театрі у Зальцбурзі.
Членкиея Об'єднання митців української сцени (з 1955).

## Ролі
- Дарина («Ой не ходи, Грицю, та й на вечорниці» М. Старицького)
- Настуся («Хмара» О. Суходольського)
- Анна («Украдене щастя» І. Франка)
- Дзвінка («Довбуш» Є. Задвірського)
- Рукая («Цариця Грузії» за п'єсою «Зрада» О. Сумбатова-Южина)
- Луїза («Підступність і кохання» Ф. Шіллера)
- Чіпра («Циганський барон» Й. Штраусса)
- Полі («Гейша» С. Джонса)
- Ліза («Графиня Маріца» І. Кальмана)
- Маша («Царевич» Ф. Легара)